# 冒險小虎隊
冒險小虎隊，是由奥地利作家托馬斯·布勒齊納編著的小說，全書共有三十冊，該小說在奧地利非常暢銷。因為此書有一種特殊製造的「小虎解密卡」，只要把卡放在書中的電子手帳上，謎底便會顯現。
故事講述三個小虎：路克（路卡斯）·坎平斯基、碧吉·波爾格、帕特里克·施泰因布倫納的破案故事。故事劇情節節相扣，因為有些頁面會有一幅插圖，与後面的人物、物件有關。三個小虎有一個秘密據點是金虎餐館門前的老虎雕像後面。
其中，講述了小虎隊在中國故事的冒險小虎隊：「龍山歷險」被改編為同名電影並於2010年上映。該小說是全系列中唯一一部沒有被引入中國出版的。

## 冒險小虎隊
冒險小虎隊三十冊書目（以浙江少年兒童出版社的為準）：

| - 無面騎士 - 法老王的咒語 - 智擒黑幫 - 魔爪 - 被遺忘的土牢 - 來自「太空」的藍色怪人 - 火眼 - 灰色別墅的秘密 - 球場「鬼怪」 - 噴火面具 | - 山下陰謀 - 木乃伊汽車 - 互聯網上的匪徒 - 恐龍的墳墓 - 神秘的「吸血鬼」 - 課堂「幽靈」 - 河邊尋寶 - 雷神廟尋寶之旅 - 馬場鬧鬼記 - 銀豹宮殿 | - 死亡海岸 - 機器騎士 - 直升機夢魘 - 大雪怪 - 惡魔號之謎 - 幽靈飛機 - 神秘的頭盔 - 威尼斯驚魂 - 非洲之旅 - 巫婆沼澤 |

## 超級版冒險小虎隊
在2004年12月推出了『超級版冒險小虎隊』，共十冊（以精英出版社的為準）:
- 毒藥博士的恐怖計劃
- 鬼屋驚魂
- 尋找沈睡千年的法老
- 捉拿隱身大盜
- 間諜在行動
- 被困於石器時代
- 太空陵墓
- 消失在女巫狂歡夜
- 可怕的魔術
- 孤島緊急呼救

## 超級成長版冒險小虎隊
在2006年12月推出了新版的『超級成長版冒險小虎隊』，共十冊（以精英出版社的為準）:
- 武士刀之謎
- 被詛咒的海底城堡
- 沉默的證人
- 滴血的龍
- 舊照片裡的幽靈
- 林中飄過的白衣女人
- 解開死亡密碼
- 會流淚的骷髏
- 瘋狂的黃金
- 神秘的信件

## 升级版冒险小虎队
在2010年推出了新版的‘升级版冒险小虎队’，共十三册（以浙江少年儿童出版社的为准）：
- 女巫沼泽地&死鬼城堡（巫婆沼泽）
- 非洲死亡禁区&夏令营的麻烦事（非洲之旅）
- 在威尼斯潜行&别惹蝎子（威尼斯惊魂）
- 了不起的囚徒&鲨海13小时（神秘的头盔）
- 大战维京海盗&外星人的幸运石（幽灵飞机）
- 鬼船之谜&惊魂恐龙岛（“恶魔”号之谜）
- 高山雪怪&寻找救命的毒药（大雪怪）
- 空中伸来夺魂手&绑架木乃伊（直升机梦魇）
- 法老王在诅咒&诡秘的绿桶（“法老王的咒语”）
- 亡命海岸&被加密的盔甲（死亡海岸）
- 幽灵马&不能说的狗秘密（马场闹”鬼“记）
- 第6张藏宝图&骷髅咒（雷神庙寻宝之旅）
- 伦敦紧急呼救&禁闭岛（机器骑士）

注：升级版冒险小虎队的长篇故事实际为括号内普通版的故事

## 挺进版冒险小虎队
在2012年推出了新版的‘挺进版冒险小虎队’，共十七册（以浙江少年儿童出版社的为准）：
（本系列为原普通版+神勇小虎队/后续新故事的修订）
注：挺进版冒险小虎队长篇故事实际为括号内普通版的故事
- 寻找失落的宝藏&夜半隐形人（银豹宫殿）
- 步步惊心河&盗梦贼（河边寻宝）
- 白日“鬼”呻吟&最后一份遗嘱（课堂“幽灵”）
- 墓地“吸血鬼”&小丑回魂夜（神秘的吸血鬼）
- 恐龙葬地&史前怪兽在尖叫（恐龙的坟墓）
- 永不消失的魔咒&被困食人鱼岛（互联网上的匪徒）
- 蒙面人在行动&强盗谷（智擒黑帮）
- 悬崖上的谎言&穿越魔鬼沼泽（山下阴谋）
- 猫头里的秘密&危险的北欧海盗（喷火面具）
- 赛场凶魔&无人小屋的炊烟（球场鬼怪）
- 别靠近郊外的灰色别墅&午夜幽灵密会（灰色别墅的秘密）
- 马背上的无脸骑士&万圣夜，恐怖夜（无面骑士）
- 海怪的火眼&带毒的护身符（火眼）
- 太空走来蓝色怪人&人皮面具（来自“太空”的蓝色怪人）
- 地下13米的土牢&海湾绝命杀手（被遗忘的土牢）
- 魔鬼海&地狱实验室（魔爪）
- 夺命木乃伊&十字架下的第三只手（木乃伊汽车）

## 小虎神探队
2015年，小虎神探队在中国肯德基餐厅首发：
小虎神探队第一辑共10册
- 《僵尸小店里的阴谋》
- 《第六张藏宝图》
- 《幽灵马惊魂记》
- 《失踪的骑士》
- 《复活的木乃伊》
- 《噩梦直升机》
- 《雪怪之谜》
- 《午夜幽灵飞机》
- 《球场鬼怪》

第二辑共3册
- 《神秘的海底绿光》
- 《深水怪兽》
- 《会行走的神灯》

注：小虎神探队为童趣出版社出版的的老故事+新故事的修订本。